# Momchil Karailiev
Momchil Karailiev, född den 21 maj 1982, är en bulgarisk friidrottare som tävlar i tresteg. 
Karailiev deltog vid Olympiska sommarspelen 2004 men tog sig då inte vidare till finalen. Han var däremot i final vid VM 2005 där han slutade elva med ett hopp på 16,70. Han var även i final vid inomhus-VM 2006 där han blev nia efter att ha hoppat 16,87.
Även vid Olympiska sommarspelen 2008 tog han sig till final och slutade på en elfte plats efter att som längst ha hoppat 16,48 meter.
Han var i final vid VM 2009 och slutade på nionde plats efter ett hopp på 16,82 meter. Han avslutade friidrottsåret med att bli trea vid IAAF World Athletics Final 2009.

## Personliga rekord
- Tresteg - 17,41 meter från 2009